# Stanislav Chalaev
Stanislav Chalaev (ur. 16 października 1986) – nowozelandzki sztangista.
Srebrny medalista igrzysk wspólnoty narodów w 2010 oraz w 2014.